# NOW ON AIR
NOW ON AIR（ナウオンエアー）は、2016年から2021年まで活動していた日本の声優・音楽ユニット。一般オーディションで選出された6人で結成。所属事務所は全員オフィスPAC、楽曲のレーベルはランティス。略称はNOA（ノア）で、ユニットカラーは水色。

## 概要
2016年に、東北新社とCSファミリー劇場による「キミコエ・オーディション」の第1弾オーディションにおいて、約3000人の応募者から選出された6人によって結成。『「声」に特化したあらゆる方法で「心を揺さぶる声の力」=「コトダマ」を届ける「超応援型コトダマ発信ユニット」』をコンセプトとしている。
メンバー全員が2017年8月25日公開の劇場アニメ『きみの声をとどけたい』にて主要キャラクターの声優として出演しており、同作が声優としての本格的なデビュー作となる。ユニット名の「NOW ON AIR」は日本語で「現在放送中」という意味であるため、まさにラジオ放送をテーマとした『きみの声をとどけたい』の為に名付けられた名称である。
同年3月8日にランティスよりデビューシングル『この声が届きますように』をリリース。
2017年8月2日に、劇場アニメ『きみの声をとどけたい』のエンディング主題歌となる2ndシングル『キボウノカケラ』をリリース。
2018年8月4日に、結成2周年記念イベント“NOW ON AIR 2nd Anniversary Event ～GO ON！〜”を開催。イベント当日に3rdシングル『わたし的Progress』のカップリング曲「restart my resolution」を初披露した。
結成当初より振り付けを新垣寿子、楽曲（詞）提供を結城アイラが担当しており、3rdシングルからは結城がサウンドプロデュースも担当している。
2018年12月1日に、Act Against AIDS 2018「アニソン AAA Vol.7」に出演。このステージで3rdシングル「わたし的Progress」を初披露した。
2019年7月17日に、1stアルバム「RAINBOW'S BOX」をリリース。このアルバムにおいてメンバーのうち鈴木を除く5人が作詞に初挑戦。鈴木もクラリネットで楽曲の演奏に参加している。
2020年2月5日、4th〜6thシングルの3ヶ月連続リリースを発表（後日、発売時期の延期と調整を発表）した。4thシングルの表題曲では「ゴンドラの唄」をカバー。TVアニメ『啄木鳥探偵處』のエンディング主題歌で、NOAとしては初の単独でのTVアニメタイアップ曲となる。また、4thシングル収録の「surely」はメンバーの鈴木が作曲を担当する。
2020年5月13日、4thシングル「ゴンドラの唄」の配信開始に合わせ、各種音楽サブスクリプションサービスでの楽曲配信が解禁された。
2020年7月7日、エンディング主題歌としてタイアップするTVアニメ『ムヒョとロージーの魔法律相談事務所』第2期の初回放送を皮切りに、6thシングル「Proud Days」の情報が発表された。カップリング曲の「みずいろ」はメンバーの岩淵が作詞を担当。岩淵は「Light escape」を作詞した際、サウンドプロデューサーの結城からいっさい直しが入らなかった経歴を持つ。
2020年7月22日、月刊ホビージャパンのメディアミックス企画『Cheer球部!』にてメンバー全員が主要キャラクターのキャストを担当することが発表された。先駆けて5thシングル「GO! FIGHT! WIN! GO FOR DREAM!」が同作品のイメージソングに採用され、劇場アニメ『きみの声をとどけたい』以来のユニットを挙げての作品となっていた。また、同企画のメインキャスト10名による声優ユニット「Qace」が結成され、全メンバーがグループメンバーを兼任した。
2020年11月3日に初となるオンラインライブを開催。昼夜の2部公演で、昼の部は声優ユニットRun Girls, Run!とのツーマンライブとなった。Run Girls, Run!のリーダーである森嶋優花はキミコエ・オーディションのファイナリストのひとりで、デビュー以前から親交がある。また、夜の部の公演中に公式通販が開設された。このライブ用のTシャツをはじめ、過去のライブTシャツなどがイベント会場の物販以外でも購入できるようになった。
2021年1月から鈴木が病気療養、春から岩淵が体調不良によりそれぞれ活動を休止していたが、7月2日にユニットとしての活動を同日付で休止することがオフィスPACとランティスから発表された。
活動休止後、岩淵桃音は2021年限りでオフィスPACを退所すると同時に芸能界を引退し、鈴木陽斗実は病気療養で芸能活動を休止するも、2022年12月18日に癌により病死した。また、片平美那は2022年3月、飯野美紗子は同年9月、田中有紀は2023年5月、神戸光歩は2024年3月にそれぞれオフィスPACを退所しており（4名に関しては芸能活動を継続）、休止から約3年でメンバー全員がオフィスPACを離れている。そして、オフィスPAC自体の2025年3月31日をもって解散および清算予定であることが2024年12月に発表された。

## メンバー
| 氏名                         | 愛称       | メンバー カラー | 生年月日                | キャッチコピー             | 『きみの声をとどけたい』での配役 | 活動休止後の去就                     | 備考                  |
| 飯野美紗子 （いいの みさこ） | みさみさ   | 紫              | 1996年8月22日（28歳）   | 長野が生んだ大食いリーダー | 浜須賀夕                         | 2022年9月30日付で退所                | リーダー              |
| 片平美那 （かたひら みな）   | みなみー   | オレンジ        | 1999年7月2日（25歳）    | みんなの孫                 | 行合なぎさ （主人公）            | 2022年3月31日付で退所                | サブリーダー          |
| 岩淵桃音 （いわぶち ももね） | ももちゃん | ピンク          | 2000年3月1日（25歳）    | 爆弾                       | 土橋雫                           | 2021年12月28日付で退所、芸能活動引退 | 2021年2月より休業     |
| 神戸光歩 （かんべ みつほ）   | みっちゃん | 赤              | 1996年9月13日（28歳）   | 大和撫子面白いバージョン   | 中原あやめ                       | 2024年3月31日付で退所                |                       |
| 鈴木陽斗実 （すずき ひとみ） | みんひと   | 白              | 1996年6月21日（26歳没） | 音楽係                     | 琵琶小路乙葉                     | 2022年12月18日死去                   | 2021年1月22日より休業 |
| 田中有紀 （たなか ゆき）     | ゆっきー   | 緑              | 1998年6月26日（26歳）   | ギャップ萌えショート       | 龍ノ口かえで                     | 2023年5月31日付で退所                |                       |

※メンバーカラーはユニット結成初期にメンバー間で相談して決定。
※キャッチコピーはネット番組『NOW ON AIRがNOW ON AIR』放送内で決まったものを記載。

## ディスコグラフィ

### シングル
|     | 発売日                                       | タイトル                                                        | 規格品番                                                  | 最高位 |
| --- | -------------------------------------------- | --------------------------------------------------------------- | --------------------------------------------------------- | ------ |
| 1st | 2017年3月8日                                 | この声が届きますように/風が吹いた                               | LACM-14578                                                | 193位  |
| 2nd | 2017年8月2日                                 | キボウノカケラ/恋する夏ワンピ                                   | LACM-14649                                                | 172位  |
| 3rd | 2018年12月5日                                | わたし的Progress/restart my resolution/君が好きで好きでダメだよ | LACM-14809                                                | 151位  |
| 4th | 2020年7月22日 ※配信版は5月13日に先行リリース | ゴンドラの唄/surely/HPBtoU!                                     | LACM-34988【初回限定盤(CD+DVD)】 LACM-14988【通常盤(CD)】 | 59位   |
| 5th | 2020年8月5日                                 | GO! FIGHT! WIN! GO FOR DREAM!/Cheering Songをキミに             | LACM-14989                                                | 103位  |
| 6th | 2020年8月19日                                | Proud Days/カタオモイじゃない/みずいろ                          | LACM-34991【初回限定盤(CD+BD)】 LACM-14991【通常盤(CD)】  | 87位   |
| 7th | 2021年4月28日                                | Page for Tomorrow                                               | LACM-24119                                                | 73位   |

### アルバム
| | 発売日        | タイトル                                                                    | 規格品番                                              | 最高位 |
| --- | ------------- | --------------------------------------------------------------------------- | ----------------------------------------------------- | ------ |
| ST | 2017年8月26日 | 『きみの声をとどけたい』オリジナルサウンドトラック アクアマリンの想い出たち | LACA-9528~9（2枚組）                                  | -      |
| 【Disc 1】 - M3「本当の私になりたくて」片平 - M21「Pure song」鈴木 - M27「Wishes Come True」飯野・片平・神戸・岩淵・鈴木・田中+三森すずこ - M28「キボウノカケラ」NOW ON AIR 【Disc 2】 - M4「Pure song」（Movie Edit）鈴木 - M6「Wishes Come True」（Movie Edit）飯野・片平・神戸・岩淵・鈴木・田中 |               |                                                                             |                                                       |        |
| AL | 2019年7月17日 | 「RAINBOW'S BOX」                                                           | LACA-35781【限定盤(CD＋BD)】 LACA-15781【通常盤(CD)】 | 147位  |
| - Overture (Inst) - RAINBOW'S HIGHWAY - Starting Station - 純情 Phantom thief - 星影の在り処 - キボウノカケラ - Light escape - ツヅクココロハ - わたし的Progress - 瞳の勇気 - この声が届きますように                                                                                                |               |                                                                             |                                                       |        |
| AL | 2019年10月2日 | TVアニメ『ナカノヒトゲノム【実況中】』 ナカノヒトゲノム【歌唱中】02         | LACA-15797                                            | -      |
| - 不条理はリピート（湯毛） - カラフルスクランブル（NOW ON AIR） - Code “Genius” ?（亜咲花） - where you are（fhána） - そよ風のパレット（南波志帆） |               |                                                                             |                                                       |        |

### タイアップ
| 楽曲                          | タイアップ                                                   | 時期      |
| ----------------------------- | ------------------------------------------------------------ | --------- |
| この声が届きますように        | 映画『きみの声をとどけたい』イメージソング                   | 2017年3月 |
| キボウノカケラ                | 同上 エンディングテーマ                                      | 2017年8月 |
| 瞳の勇気                      | DMM GAMES「装甲娘 ミゼレムクライシス」主題歌                 | 2020年春  |
| カラフルスクランブル          | TVアニメ『ナカノヒトゲノム【実況中】』挿入歌 ※8話            | 2019年8月 |
| ゴンドラの唄                  | TVアニメ『啄木鳥探偵處』ED主題歌                             | 2020年4月 |
| GO! FIGHT! WIN! GO FOR DREAM! | 月刊ホビージャパン連載企画『Cheer球部!』イメージソング       | 2020年4月 |
| Proud Days                    | TVアニメ『ムヒョとロージーの魔法律相談事務所』第2期 ED主題歌 | 2020年7月 |
| Page for Tomorrow             | TVアニメ『聖女の魔力は万能です』ED主題歌                     | 2021年4月 |

## 出演

### TV
- キミコエTV「声優業界入門 NOW ON AIR」（2016年10月8日 - 2017年5月27日、CSファミリー劇場）
- 湘南サマーステーション（2017年8月3日、J:COMテレビ） - 飯野・鈴木・田中が出演
- 夕なび（2017年8月3日、J:COMテレビ） - 飯野・鈴木・田中が出演
- アニゲー☆イレブン!（2017年8月24日、BS11） - 飯野・片平・神戸・田中が出演
- 湘南サマーステーション（2018年7月1日、J:COMテレビ） - 岩淵・神戸・鈴木が出演
- デイリーニュース湘南（2018年7月19日、J:COMチャンネル）
- 北野誠、DAISのこれから「TOKYO MXこれハロフェス！×東京ラーメンショー」（2018年11月9日、TOKYO MX）
- アニソン!プレミアム!（2020年5月17日、NHK BSプレミアム）[18]

### ラジオ・WEBラジオ
- NOW ON AIRのLOVE!おんえあ〜（2016年10月8日 - 2017年9月30日、超!A&G+）
- らじらー!SUNDAY（2017年3月5日、NHKラジオ第一） - 飯野・鈴木・田中が出演
- A&Gワンダフルサタデー!（2017年3月11日、文化放送超A&G+）[19]
- ノン子とのび太のアニメスクランブル（2017年3月15日、超!A&G+） - 飯野・神戸が出演
- ラジオ3 マイタウンレディオ（2017年3月31日、仙台シティエフエム） - 岩淵・片平が出演[20][リンク切れ]
- palette（2017年7月28日、レディオ湘南） - 岩淵・鈴木が出演[21][リンク切れ][22]
- 下埜正太のショータイムレディオ（2017年8月11日、ABCラジオ）[23]
- コトダマラジオ（2017年4月5日 - 9月27日、KamakuraFM） - ※回ごとに2人ずつ出演
- J:COM「夕なび」×ニッポン放送「笑福亭鶴光のANN」コラボ公開収録（2017年8月3日、J:COMシーサイドスタジオ） - 飯野・鈴木・田中が出演
- AIR JAM Friday（2017年8月4日、Date fm エフエム仙台）
- SCHOOL OF LOCK!（2017年8月14日、TOKYO FM） - 飯野・鈴木・田中が出演
- Till Dawn MUSIC（2017年8月16日、MBSラジオ）
- TENJIN UNITED（2017年8月18日、福岡LOVE FM）
- SHONAN by the Sea（2017年8月20日、FM-YOKOHAMA） - 飯野・岩淵が出演
- 第69回鎌倉花火大会特別番組『きみの声をとどけたい みんなでつくる花火大会』（2017年8月20日、KamakuraFM）
- ゆうがたパラダイス（2017年8月22日、NHK-FM） - 岩淵・片平・田中が出演
- シネマフルライフ（2017年8月22日、FM FUKUOKA） - 飯野・片平が出演
- カマアニNEXT（2017年8月23日、KamakuraFM） - 飯野・鈴木が出演
- RadiPrism（2017年8月24日、RCC中国放送） - 飯野・鈴木・神戸が出演
- ラジモ!（2017年8月30日、FM長野） - 飯野が出演
- 伊福部崇のラジオのラジオ（2017年9月5日） - 飯野・神戸・田中が出演
- 大家志津香(AKB48)のエン活!（2018年5月28日、TOKYO-FM） - 飯野・片平が出演
- 渋谷のサンデー（2018年8月5日、渋谷のラジオ 87.6MHz） - 飯野・片平・岩淵が出演
- A&G ARTIST ZONE Mia REGINAのTHE CATCH（2018年11月16日、文化放送 超!A&G） - 飯野・岩淵が出演
- A&G TRIBAL RADIO エジソン（2018年11月17日、文化放送） - 飯野・岩淵・片平が出演
- A&G ARTIST ZONE Mia REGINAのTHE CATCH（2018年11月23日、文化放送 超!A&G） - Mia REGINAが仕事のため、飯野・岩淵・片平・神戸が代わりに出演
- 阿澄佳奈のキミまち!（2018年12月2日、文化放送）
- 青春ラジメニア（2018年12月15日、ラジオ関西）神戸・田中が出演[24]
- 上月せれなのラジオモンスター（2018年12月18日、FM FUJI）飯野・岩淵・鈴木が出演[25]
- 上月せれなのラジオモンスター（2019年2月26日、FM FUJI） - 2019年2月14日の公開収録ライブの模様を放送[26]
- 鷲崎健のヨルナイト×ヨルナイト（2019年7月21日、超!A&G+、ニコニコ生放送）- 飯野、神戸、鈴木が出演[27]。
- A&G ARTIST ZONE Mia REGINAのTHE CATCH（2020年3月6日、文化放送 超!A&G） - Mia REGINAに代わり出演[28]

### ネット（WEB）番組・配信
- ファミ劇Neo開局記念生配信〜NOW ON AIRがお宝プレゼントもらってきちゃいましたSP〜（2018年1月30日、dTVチャンネル） - 飯野・鈴木・田中が出演（※岩淵・片平・神戸は電話出演）
- 電波ラボラトリー（2017年3月16日、ニコニコ生放送） - 飯野・神戸・田中が出演
- 超!アニメディア（生）（2017年3月9日、ニコ生） - 飯野・鈴木・田中が出演[29]
- NOW ON AIRがNOW ON AIR（2017年11月7日 - 、WALLOP）[30]
- 阿澄佳奈のキミまち!町内会#84（2018年12月2日、ニコニコ生放送）
- いとうかなこの歌声喫茶ラルゴ（2018年12月17日、ブルーレディオ・ドットコム） - 飯野・神戸が出演
- NOW ON AIR 3周年記念 1st 'FULL' LIVE 〜RIDE ON!〜（2019年9月21日 - 11月30日、ファミリー劇場CLUB）※期間限定配信[31]
- 応援ボイス NOAの愛言葉（2019年10月1日 - 、ファミリー劇場CLUB）※期間限定配信[32]
- Lantis Matsuri 2019 at Anime NYC pre-show streaming from Japan（2019年11月11日） - 岩淵、神戸、鈴木が出演[33]
- NOW ON AIR 緊急生配信スクランブル!（2020年2月5日、YouTube）[34]
- NOW ON AIR 緊急生配信スクランブル! Vol.2（2020年3月27日、ファミ劇Neo、ファミ劇Neo+、ファミリー劇場CLUB ※4月1日よりアーカイブ配信）[35][36]
- NOW ON AIR 緊急生配信スクランブル! Vol.3（2020年4月16日、ファミ劇Neo、ファミ劇Neo+）※4月13日に配信中止を発表[37][38]
- NOW ON AIR フリーライブ・スクランブルII（2020年9月24日、10月29日、ファミリー劇場CLUBなど）[39][40]
- NOW ON AIR シングル3タイトル合同リリース記念イベント（2020年10月17日、MixBox）[41]

### イベント・ライヴ
- コミックマーケット91（2016年12月29日 - 31日、東京ビッグサイト）
- 「この声が届きますように」発売記念イベント（2017年3月19日、Amazon シアタールーム）[42]
- 超!アニメディア劇場（2017年3月23日、新宿FACE） - 飯野・鈴木・田中が参加
- AnimeJapan2017（2017年3月25日 - 26日、東京ビッグサイト）
- 「この声が届きますように」発売記念イベント（2017年4月8日、アニメイト秋葉原）[42]
- 「この声が届きますように」発売記念イベント（2017年4月8日、AKIHABARAゲーマーズ本店）[42]
- 「この声が届きますように」発売記念イベント（2017年4月9日、アニメイト大阪日本橋　O.N.SQUARE HALL）[42]
- 「この声が届きますように」発売記念イベント（2017年4月9日、ゲーマーズなんば店）[42]
- UPPER MOON!! MUSIC FES 2017（2017年4月16日 、長野 CLUB JUNK BOX）
- マチ★アソビvol,18（2017年5月5日 - 7日、徳島県徳島市内・各会場）
- A&Gサタデーライブ!（2017年6月10日、文化放送1階「サテライトプラス」） - 飯野・岩淵・片平・神戸・田中が参加[43]
- YATSUI FESTIVAL! 2017（2017年6月16日、渋谷SOUND MUSEUM VISION）[44][45]
- ウタゴエPLUS（2017年6月25日、渋谷SOUND MUSEUM VISION） - 飯野・岩淵・片平・神戸・鈴木が参加
- 鎌倉花火大会『花火大会翌朝の街の大掃除』（2017年7月20日、神奈川県鎌倉市・花火大会会場周辺および鎌倉駅周辺） - 飯野・田中が参加[46]
- TBC夏まつり2017（2017年7月22日、勾当台公園市民広場） - 飯野・岩淵・神戸・鈴木・田中が参加[47]
- エンディング主題歌「キボウノカケラ」発売記念イベント（2017年8月5日、HMV仙台 E BeanS）
- みやぎ元気まつり2017（2017年8月5日、夢メッセみやぎ）
- エンディング主題歌「キボウノカケラ」発売記念イベント（2017年8月7日、ららぽーとTOKYO-BAY・中央広場）※2回開催
- エンディング主題歌「キボウノカケラ」発売記念イベント（2017年8月8日、イオンモール名古屋みなと1F ワールドコート）
- エンディング主題歌「キボウノカケラ」発売記念イベント（2017年8月10日、あべのキューズモール3F スカイコート）
- コミックマーケット92（2017年8月11日 - 13日、東京ビッグサイト）
- エンディング主題歌「キボウノカケラ」発売記念イベント（2017年8月17日、広島PARCO本館1F 屋外イベントスペース）
- 「きみの声をとどけたい」×EASTBOYコラボショップ トークイベント（2017年8月19日、そごう横浜店3F シーガルコート）
- エンディング主題歌「キボウノカケラ」発売記念イベント（2017年8月27日、タワーレコード川崎店）
- エンディング主題歌「キボウノカケラ」発売記念イベント（2017年9月2日、阪急西宮ガーデンズ・木の葉ステージ）
- 刈谷アニメcollection2017（2017年10月28日、愛知県刈谷市・各会場） - ※特典会のみ田中が欠席
- ウタゴエPLUS（2017年12月2日、ベルエポック美容専門学校 第2校舎 イベントホール）
- NOW ON AIRのファンミーティング!（2017年12月3日、WALLOP放送局・WAROS STUDIO）
- 映画「きみの声をとどけたい」〜日ノ坂町民の集い〜（2017年12月7日、阿佐ヶ谷Loft A） - 飯野・鈴木・田中が参加
- WALLOP「NOW ON AIRがNOW ON AIR」第1回公開録音イベント（2017年12月25日、WALLOP放送局・WAROS STUDIO）
- WALLOP「NOW ON AIRがNOW ON AIR」第2回公開録音イベント（2018年1月20日、WALLOP放送局・WAROS STUDIO）
- WALLOP「NOW ON AIRがNOW ON AIR」第3回公開録音イベント（2018年3月17日、WALLOP放送局・WAROS STUDIO）
- AnimeJapan2018（2018年3月25日、東京ビッグサイト）
- NOW ON AIR 1st MiniLIVE（2018年4月7日、下北沢440）
- WALLOP「NOW ON AIRがNOW ON AIR」第4回公開録音イベント（2018年5月6日、WALLOP放送局・WAROS STUDIO）
- アイドル甲子園（2018年6月2日、新木場STUDIO COAST）
- WALLOP「NOW ON AIRがNOW ON AIR」第5回公開録音イベント（2017年6月17日、WALLOP放送局・WAROS STUDIO）
- 「きみの声をとどけたい」Blu-ray・DVD発売記念イベント（2018年7月7日、アニメイト横浜）
- WALLOP「NOW ON AIRがNOW ON AIR」第6回公開録音イベント（2018年7月14日、WALLOP放送局・WAROS STUDIO）
- 結成2周年記念イベント「NOW ON AIR 2nd Anniversary Event 〜GO ON!〜」（2018年8月4日、池袋SPACE  EMO）
- WALLOP「NOW ON AIRがNOW ON AIR」第7回公開録音イベント（2018年8月11日、WALLOP放送局・WAROS STUDIO）
- WALLOP「NOW ON AIRがNOW ON AIR」第8回公開録音イベント（2018年9月8日、WALLOP放送局・WAROS STUDIO）
- 上月せれな12thシングル「星の数だけありがとう」RELEASE PARTY（2018年9月30日、渋谷SOUND MUSEUM VISION） - 飯野・岩淵・片平・神戸・鈴木が参加
- WALLOP「NOW ON AIRがNOW ON AIR」第9回公開録音イベント（2018年10月13日、WALLOP放送局・WAROS STUDIO）
- ガールズ・ハロウィンライブ（2018年10月28日、新宿KeyStudio）
- WALLOP「NOW ON AIRがNOW ON AIR」第10回公開録音イベント（2018年11月10日、WALLOP放送局・WAROS STUDIO）
- アニ☆ディアvol.5（2018年11月25日、渋谷チェルシーホテル）
- Act Against AIDS 2018「アニソン AAA Vol.7」in Zepp Tokyo（2018年12月1日、Zepp Tokyo）
- WALLOP「NOW ON AIRがNOW ON AIR」第11回公開録音イベント（2018年12月8日、WALLOP放送局・WAROS STUDIO）
- NOW ON AIR「わたし的Progress」発売記念イベント『おわたし的Progress』（2018年12月9日、アニメイト渋谷）
- NOW ON AIR「わたし的Progress」発売記念イベント『おわたし的Progress』（2018年12月9日、ゲーマーズ新宿店）
- NOW ON AIR「わたし的Progress」発売記念イベント『おわたし的Progress』（2018年12月9日、アニメイト町田）
- NOW ON AIR「わたし的Progress」発売記念イベント『おわたし的Progress』（2018年12月15日、ゲーマーズなんば店）
- NOW ON AIR「わたし的Progress」発売記念イベント『おわたし的Progress』（2018年12月9日、アニメイト名古屋）
- ANILIVE 2019（2019年1月6日、長野 CLUB JUNK BOX）
- WALLOP「NOW ON AIRがNOW ON AIR」第12回公開録音イベント（2019年1月12日、WALLOP放送局・WAROS STUDIO）
- ジーストア・アキバ Presents やまけんと前田登の13日の××曜日[48][49]（2019年1月13日、13式催事空間） - 飯野・岩淵・鈴木が参加
- NOW ON AIR 2ndワンマンライブイベント「Progress」（2019年2月2日、秋葉原ZEST）
- WALLOP「NOW ON AIRがNOW ON AIR」第13回公開録音イベント（2019年2月9日、WALLOP放送局・WAROS STUDIO）
- ジーストア・アキバ Presents やまけんと前田登の13日の××曜日[50]（2019年2月13日、13式催事空間） - 片平・神戸・田中が参加
- FM FUJI「上月せれなのラジオモンスター」放送100回記念公演!『チョコレートモンスター』（2018年2月14日、新宿RUIDO.K4）[51]
- WALLOP「NOW ON AIRがNOW ON AIR」第14回公開録音イベント（2019年3月9日、WALLOP放送局・WAROS STUDIO）
- AnimeJapan2019（2019年3月23日、東京ビッグサイト） - 片平・神戸・田中が参加[52]
- AnimeJapan2019（2019年3月24日、東京ビッグサイト） - 飯野・岩淵・鈴木が参加[52]
- WALLOP「NOW ON AIRがNOW ON AIR」第15回公開録音イベント（2019年4月13日、WALLOP放送局・WAROS STUDIO）
- ライブグランプリ（2019年5月4日、恵比寿ガーデンルーム）[53]
- WALLOP「NOW ON AIRがNOW ON AIR」第16回公開録音イベント（2019年5月11日、WALLOP放送局・WAROS STUDIO）
- WALLOP「NOW ON AIRがNOW ON AIR」第17回公開録音イベント（2019年6月8日、WALLOP放送局・WAROS STUDIO）
- 20th Anniversary Live ランティス祭り2019　A・R・I・G・A・T・O　ANISONG〔DAY1〕（2019年6月21日、幕張メッセ国際展示場9-11ホール）[54]
- 20th Anniversary Live ランティス祭り2019　A・R・I・G・A・T・O　ANISONG〔DAY2〕（2019年6月22日、幕張メッセ国際展示場9-11ホール） - 飯野・鈴木・田中が参加 ※JOYSOUNDカラオケブースにMCとして出演[55]
- 20th Anniversary Live ランティス祭り2019　A・R・I・G・A・T・O　ANISONG〔DAY3〕（2019年6月23日、幕張メッセ国際展示場9-11ホール） - 岩淵・片平・神戸が参加 ※JOYSOUNDカラオケブースにMCとして出演[55]
- 上月せれな 20歳の生誕祭（2019年6月30日、渋谷SOUND MUSEUM VISION）[56]
- WALLOP「NOW ON AIRがNOW ON AIR」第18回公開録音イベント（2019年7月13日、WALLOP放送局・WAROS STUDIO）
- 「RAINBOW'S BOX」発売記念イベント「虹の架け橋」（2019年7月14日、アニメイト秋葉原 別館）[57]
- 「RAINBOW'S BOX」発売記念イベント「虹の架け橋」（2019年7月14日、AKIHABARAゲーマーズ本店）[57]
- 声優グランプリpresents “NEXT POWER SHOWCASE”（2019年7月21日、時事通信ホール）[58]
- 「RAINBOW'S BOX」発売記念イベント「虹の架け橋」（2019年7月27日、アニメイト名古屋）[57]
- 「RAINBOW'S BOX」発売記念イベント「虹の架け橋」（2019年7月27日、アニメイト大阪日本橋 animateO.N.SQUARE）[57]
- NOW ON AIR 3周年記念 1st 'FULL' LIVE 〜RIDE ON!〜（2019年8月4日、吉祥寺CLUB SEATA）[59][60]
- WALLOP「NOW ON AIRがNOW ON AIR」第19回公開録音イベント（2019年8月10日、WALLOP放送局・WAROS STUDIO）
- WALLOP「NOW ON AIRがNOW ON AIR」第20回公開録音イベント（2019年9月14日、WALLOP放送局・WAROS STUDIO）
- 浜祭前夜祭2019 in 文化放送（2019年11月3日、文化放送メディアプラスホール）[61]
- WALLOP「NOW ON AIRがNOW ON AIR」第21回公開録音イベント（2019年11月9日、WALLOP放送局・WAROS STUDIO）
- 京 Premium Live（2019年12月7日、京都ロームシアター）[62]
- WALLOP「NOW ON AIRがNOW ON AIR」第22回公開録音イベント（2019年12月14日、WALLOP放送局・WAROS STUDIO）
- WALLOP「NOW ON AIRがNOW ON AIR」第23回公開録音イベント（2020年1月11日、WALLOP放送局・WAROS STUDIO）
- NOW ON AIR 定例イベント「フリーライブ・スクランブル Vol.1」（2020年1月30日、AKIHABARAゲーマーズ本店）[63][64]
- WALLOP「NOW ON AIRがNOW ON AIR」第24回公開録音イベント（2020年2月8日、WALLOP放送局・WAROS STUDIO）
- NOW ON AIR 定例イベント「フリーライブ・スクランブル Vol.2」（2020年2月27日、AKIHABARAゲーマーズ本店）※2月25日に開催中止を発表[63][64][65]
- NOW ON AIR 定例イベント「フリーライブ・スクランブル Vol.3」（2020年3月26日、AKIHABARAゲーマーズ本店）※3月20日に開催中止を発表[63][64][66]
- 吉井勇が登場する!アニメ『啄木鳥探偵處』上映&トーク&ミニライブ（2020年6月21日、香美市立保健福祉センター香北）※5月12日に開催中止を発表[67][68]
- NOW ON AIR「ゴンドラの唄」リリース記念イベント（2020年7月4日、アニメイト大阪日本橋 animateO.N.SQUARE）※5月15日に開催延期を発表[69][70]
- NOW ON AIR「ゴンドラの唄」リリース記念イベント（2020年7月18日、アニメイト池袋 テンポラリーストア）※6月27日に延期と内容変更を発表[69][71]
- NOW ON AIR「ゴンドラの唄」リリース記念イベント(東京会場)（2020年10月17日、バンダイナムコ未来研究所）※8月25日に内容変更を発表[72][41]
- NOW ON AIR「GO! FIGHT! WIN! GO FOR DREAM!」リリース記念イベント(東京会場)（2020年10月17日、バンダイナムコ未来研究所）※8月25日に内容変更を発表[72][41]
- NOW ON AIR「Proud Days」リリース記念イベント(東京会場)（2020年10月17日、バンダイナムコ未来研究所）※8月25日に内容変更を発表[72][41]
- NOW ON AIR「ゴンドラの唄」リリース記念イベント(大阪会場)（2020年10月18日、アニメイト大阪日本橋 animateO.N.SQUARE）※8月25日に内容変更を発表[72][41]
- NOW ON AIR「GO! FIGHT! WIN! GO FOR DREAM!」リリース記念イベント(大阪会場)（2020年10月18日、アニメイト大阪日本橋 animateO.N.SQUARE）※8月25日に内容変更を発表[72][41]
- NOW ON AIR「Proud Days」リリース記念イベント(大阪会場)（2020年10月18日、アニメイト大阪日本橋 animateO.N.SQUARE）※8月25日に内容変更を発表[72][41]
- NOW ON AIR ONLINE LIVE ～DAY with Run Girls, Run!（2020年11月3日、イープラス（Streaming+））※オンライン配信[73]
- NOW ON AIR ONLINE LIVE ～NIGHT 「LIVE ON!」（2020年11月3日、イープラス（Streaming+））※オンライン配信[73]
- ANIMAX MUSIX 2021 ONLINE supported by U-NEXT DAY2（2021年1月31日、東京有明アリーナ）※オンライン配信[74] ※1月22日に出演辞退を発表[75]

### 映画祭・劇場舞台挨拶・試写会・イベント付き上映
- 「きみの声をとどけたい」完成披露上映会（2017年7月25日、TOHOシネマズ新宿）
- 「きみの声をとどけたい」地元特別試写会（2017年7月26日、109シネマズ湘南）
- 「きみの声をとどけたい」仙台特別試写会（2017年8月4日、TOHOシネマズ仙台）
- 「きみの声をとどけたい」千葉特別試写会（2017年8月7日、TOHOシネマズ ららぽーと船橋）
- 「きみの声をとどけたい」名古屋特別試写会（2017年8月8日、TOHOシネマズ名古屋ベイシティ）
- 「きみの声をとどけたい」大阪特別試写会（2017年8月10日、TOHOシネマズ梅田）
- 「きみの声をとどけたい」×「SCHOOL OF LOCK!」夏休みの特別試写会（2017年8月14日、TOKYO-FMホール） - 飯野・鈴木・田中が登壇
- 「きみの声をとどけたい」アニメイト限定試写会（2017年8月15日、神楽座）※2回開催
- 「きみの声をとどけたい」福岡特別試写会（2017年8月18日、T・ジョイ博多）
- 「きみの声をとどけたい」TOHOシネマズ新宿 公開記念舞台挨拶（2017年8月25日）※2回開催
- 「きみの声をとどけたい」シネ・リーブル池袋 公開記念舞台挨拶（2017年8月25日）
- 「きみの声をとどけたい」TOHOシネマズ日本橋 公開記念舞台挨拶（2017年8月26日）
- 「きみの声をとどけたい」チネチッタ川崎 公開記念舞台挨拶（2017年8月27日）
- 「きみの声をとどけたい」TOHOシネマズ西宮OS 公開記念舞台挨拶（2017年9月2日）
- 「きみの声をとどけたい」TOHOシネマズ梅田 公開記念舞台挨拶（2017年9月2日）
- 「きみの声をとどけたい」T・ジョイ京都 公開記念舞台挨拶（2017年9月3日）
- 「きみの声をとどけたい」TOHOシネマズ名古屋ベイシティ 公開記念舞台挨拶（2017年9月3日）
- 「きみの声をとどけたい」”この歌をとどけたい”スペシャルライブ付上映（2017年9月23日、渋谷HUMAXシネマ）
- 「きみの声をとどけたい」オーディオコメンタリー付上映（2017年10月1日、渋谷HUMAXシネマ）
- 「きみの声をとどけたい」松本シネマライツ8 飯野美紗子凱旋舞台挨拶（2017年10月8日） - 飯野が登壇
- 富川国際アニメーション映画祭「きみの声をとどけたい」舞台挨拶（2017年10月21日、韓国漫画博物館） - 片平が登壇
- ラヂオもりおか音楽映画祭 vol,6（2017年11月12日、岩手県盛岡市・盛岡中央映画劇場） - 飯野・片平が登壇
- 下北沢トリウッド「きみの声をとどけたい」キャスト×スタッフトークイベント1（2018年1月7日）- 飯野が登壇
- 下北沢トリウッド「きみの声をとどけたい」キャスト×スタッフトークイベント2（2018年1月8日）- 岩淵が登壇
- 下北沢トリウッド「きみの声をとどけたい」キャスト×スタッフトークイベント3（2018年1月14日）- 神戸が登壇
- 下北沢トリウッド「きみの声をとどけたい」キャスト×スタッフトークイベント4（2018年1月21日）- 片平が登壇
- 下北沢トリウッド「きみの声をとどけたい」キャスト×スタッフトークイベント5（2018年1月28日）- 田中が登壇
- 下北沢トリウッド「きみの声をとどけたい」キャスト×スタッフトークイベント6（2018年2月4日）- 鈴木が登壇
- AKIBA PASS FESTIVALハンブルク会場（2018年1月27日、ドイツ ハンブルク・UCI Kinowelt Mundsburg） - 片平が登壇
- AKIBA PASS FESTIVALベルリン会場（2018年1月28日、ドイツ ベルリン・CineStar Original） - 片平が登壇
- 「きみの声をとどけたい」初日舞台挨拶（2018年3月10日、京都府京都市・出町座） - 神戸が登壇
- 2018雲南・日本映画週間 開幕式舞台挨拶（2018年6月29日、中国雲南省・官渡横店電影城） - 飯野・片平が登壇
- 熱海国際映画祭2018（2018年6月28日 - 6月30日、静岡県熱海市・各特設会場） - オープニングセレモニーに岩淵・神戸・鈴木・田中が参加
- 熱海国際映画祭2018「きみの声をとどけたい」舞台挨拶（2018年6月30日、静岡県熱海市・ホテルサンミ倶楽部） - 岩淵・神戸・鈴木・田中が登壇
- 「きみの声をとどけたい」公開1周年記念 NOAもいっしょに応援上映イベント（2018年8月25日、ユナイテッド・シネマ アクアシティお台場）

## 連載
※太字は現在連載中
- 「NOW ON AIRの○○なう。」（声優グランプリ、2016年12月号 - 2017年9月号）
- 「NOAを運ぶね♪」（声優グランプリ、2019年2月号[76] - 2020年10月号[77]）